# Стейт-стріт (Мангеттен)
Стейт-стріт (англ. State Street) — коротка вулиця у Файненшл-дистрикт на Мангеттені, Нью-Йорк. Проходить на захід від Вайтголл-стріт як продовження Вотер-стріт, потім повертає на північ біля Батері-парку, де й закінчується східною частиною. Зі сторони Перл і Брідж-стріт, закінчується в північно-східному куті, біля парку Боулінг-Грін, де продовжується на північ як Бродвей і на захід як Беттері-плейс.

## Історія
Відповідно до плану Кастелло 1660 року, оригінальний форт, побудований голландськими поселенцями для Нового Амстердама, Форт Амстердам, був розташований на місці, де зараз проходить Стейт-стріт. У 1790 році на місці форту був побудований Державний будинок або Будинок уряду. Вулиця спочатку називалася «Копсі-стріт» на честь індіанського села Копсі, яке було розташоване неподалік. У 1793 або 1795 роках Загальна Рада перейменувала його на Державний будинок, тоді він був одним із найбажаніших житлових районів міста, і цей статус він мав до закінчення громадянської війни.
Приблизно в 1808 році Роберт Фултон купив особняк на Стейт-стріт на розі Маркетфілд-стріт, який знаходився поблизу нинішнього розташування парку Боулінг-Грін.: 28  Пізніше, у 1819 році, Герман Мелвілл народився в будинку на або біля Стейт-стріт 15.